# MKS Kluczbork
MKS Kluczbork, volledige naam Miejski Klub Sportowy w Kluczborku, is een voetbalclub uit de Poolse stad Kluczbork. De club is opgericht op 30 juni 2003 na een fusie van de clubs KKS Kluczbork en LZS Kuniów. De clubkleuren van MKS Kluczbork zijn blauw en wit.

## Erelijst
- 1/8 Beker van Polen in 2011/2012[1]
  - MKS Kluczbork 0:1 HKS Ruch Zdzieszowice

## Bekende (ex-)spelers
- Waldemar Sobota